# Agustín Magaña Méndez

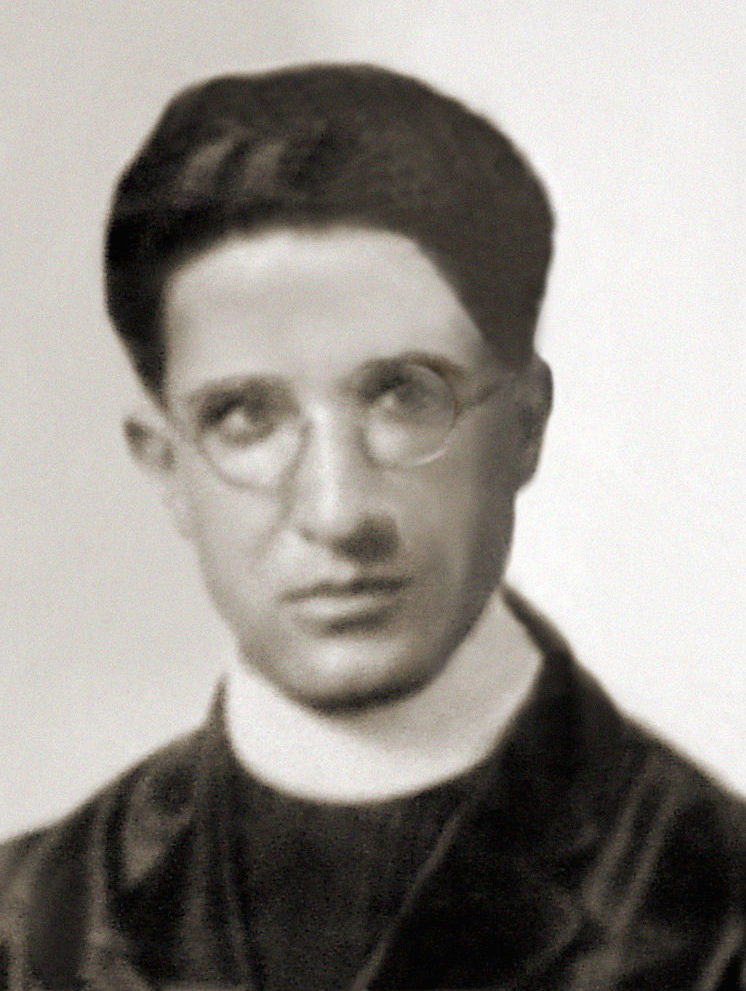
Rostro de Agustín Magaña Méndez, 1917

Agustín Magaña Méndez (Tlazazalca, Michoacán, México, 1887 – 1982), que tradujo la Biblia del griego y latín al español, es considerado uno de los personajes ilustres de Michoacán. La traducción al español mexicano de la Biblia hecha por Agustín Magaña Méndez, llamada la Sagrada Biblia de Magaña o Biblia Magaña, es uno de los textos bíblicos usados por la Iglesia católica en México.
El padre Agustín Magaña Méndez nació en Tlazazalca, Michoacán. Fue autor, maestro del Seminario de Zamora, profesor de historia y lenguas, y traductor de la biblia católica y otras obras eclesiásticas. Realizó la donación del actual edificio que ocupa el Colegio Particular Pacelli que es administrado por la Congregación de la Hermanas de los Pobres y Siervas del Sagrado Corazón de Jesús.

## Biografía

### Inicios
Jose Librado Agustín Magaña Méndez, hijo de don Francisco Magaña Bravo y doña María Soledad Méndez, nació en el 10 de julio de 1887 en el poblado de Tlazazalca, Michoacán, un municipio ubicado en el distrito de Zamora, Michoacán. En el 12 de julio fue bautizado en la Parroquia San Miguel Arcángel en el dicho pueblo. Sus abuelos paternos, don Agustín Magaña Álvarez y doña María de Jesus Bravo, fueron sus padrinos. Fue confirmado en la fe católica en el 24 de junio de 1889.

### Estudios
En 1898, su abuelo paterno le mandó a estudiar en la escuela zamorana de Eleuterio González quien lo encaminó al Seminario formador de sacerdotes. En su memoria, él contaba que su ingreso al Seminario fue anunciado con el terrible terremoto de un martes de enero de 1899 que puso por tierra parte de la torre sur de catedral. En 1902, tuvo que interrumpir sus estudios por la enfermedad de sus ojos. Vuelto a Tlazazalca, estudia solo lo más de la teología. Se reincorpora al Seminario en 1906. Durante sus estudios, Magaña fue decepcionado de los métodos de la enseñanza sacerdotal en los campos de la historia, la filosofía y la literatura, lo cual le influyó a ser reformista y modernista luego en su carrera profesoral. Durante el bienio de 1908-1909, lo vivía en su terruño sumido en la lectura de obras de geografía, historia y ciencias naturales y en el aprendizaje del francés, el griego y el hebreo. En 1910, volvió al seminario en plan de profesor a enseñar matemáticas, griego, historia de la Iglesia y nociones de hebreo. 

### Ordenación
Magaña fue ordenado sacerdote el 15 de diciembre de 1912. Al cumplir los veinticuatro años recibió las órdenes del sacerdocio y fue a ejercerlas a Uruapan donde trabajaba hasta agosto de 1914. Era el periodo en que “los fronterizos” andaban muy desasosegados por la muerte de don Francisco Madero. A los hombres venidos de la región fronteriza se suman tres ex-estudiantes del Seminario de Zamora, colegas de Agustín, los generales Francisco Múgica, Rafael Sánchez Tapia y Gildardo Magaña. Agustín Magaña, en funciones de cura, usó su influencia con los generales para defender a familias que eran perseguidas por guerrilleros y bandidos durante la revolución. Los rebeldes del Norte y de Michoacán, hechos una, les producían grandes sustos a las familias prominentes y a los curas de la diócesis de Zamora. Por último, el cura y algunas familias de Uruapan salieron de la ciudad agosto de 1914 al ser atacada por revoltosos de signo carrancista. Después de salir de Uruapan, Magaña regresó a su pueblo natal de Tlazazalca, donde se quedaba hasta 1917.

### Experiencia en el Exterior

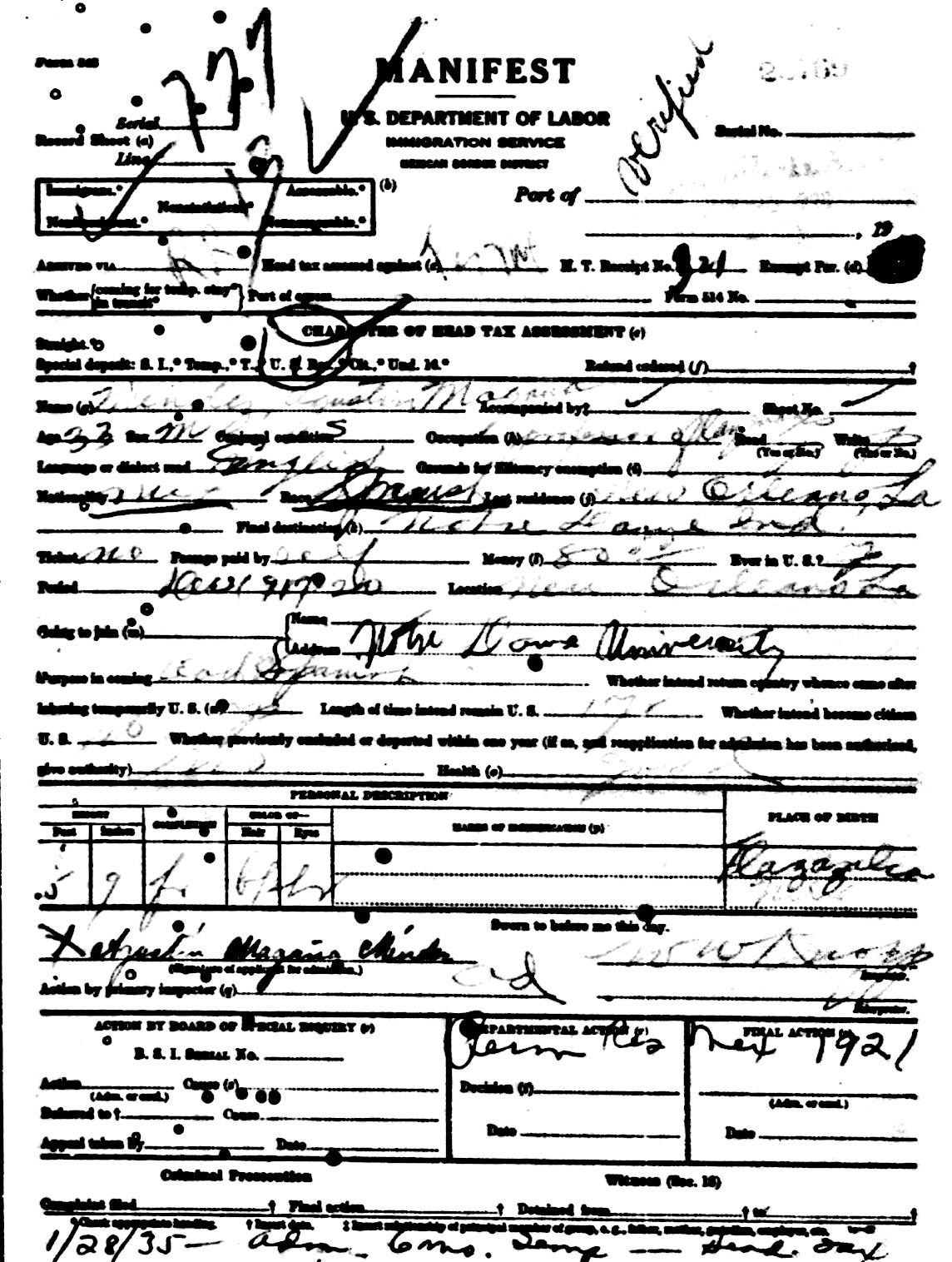
Registro de migración de Agustín Magaña Méndez el cual fue emitido para enseñar clases en la Universidad de Notre Dame. Fecha: 26 de junio de 1920.

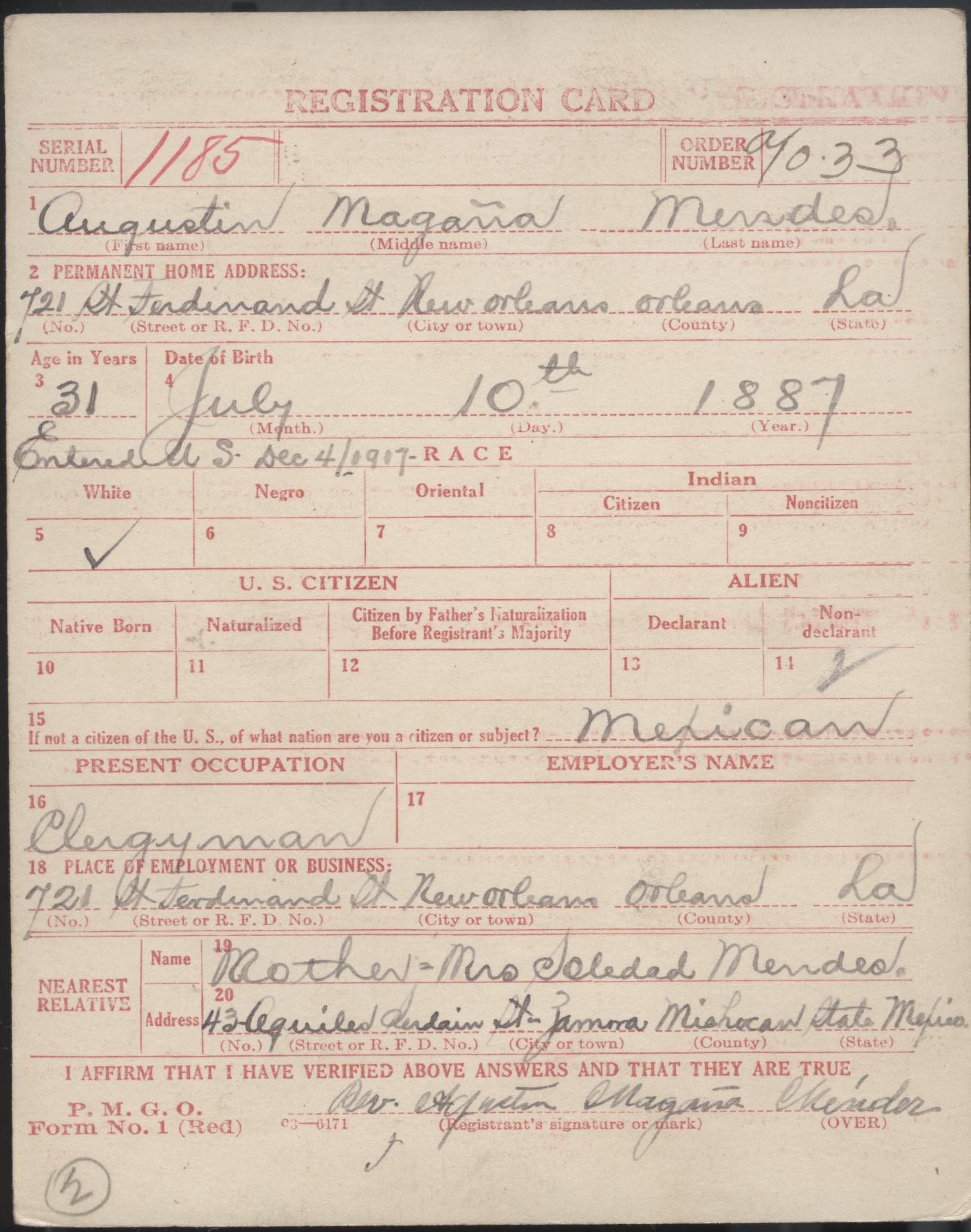
Cartilla de reclutamiento militar de Agustín Magaña Méndez, 1917

En septiembre de 1917 fue a la capital con motivo de cambiar su ambiente. En noviembre de ese año, Doña Luz Díaz, hija del expresidente Porfirio Díaz, le encomendó a su hijo Porfirio Rincón Gallardo y Díaz para conducirlo a un colegio de jesuitas próximo a Nueva Orleans. En Estados Unidos estuvo desde diciembre de 1917 a mediados de 1921. Luego por ocho meses, recorrió Inglaterra, Francia, Bélgica, Suiza, Italia, Alemania y España. Un lustro de vida extranjera le ofreció la oportunidad de ejercer varios oficios e idiomas. En el colegio de Santa Cruz fue confesor de estudiantes; en la Universidad de Notre Dame, maestro; en algún instituto de Alemania, otra vez estudiante. Según decía, salió de Estados Unidos con un inglés de primera; de Francia, con un francés chic; de Italia, con un italiano regular y de Alemania con un acento indistinguible del de la gente de Prusia.
En 1922, volvió a Zamora para ser profesor de francés, inglés, latín, historia de México e historia del mundo, pero no enseñó más de tres años. Durante el gobierno del presidente Plutarco Elías Calles se promulgaron unas leyes más severas, principalmente la Ley Calles, que condujeron a la Guerra de los Cristeros de 1927-1929. La supresión de la Iglesia incluyó el cierre de muchos templos y el asesinato de sacerdotes.
Al clausurarse la escuela eclesiástica de Zamora, el padre Agustín volvió a las andadas. Apenas se detuvo en la capital de la República para saber de la muerte del jesuita Agustín Pro y del general Francisco Serrano. Como una familia lo invitara de cicerone a Europa no vivió la desgarradora rebeldía cristera. Pudo observar en ese viaje, que acabó siendo de estudio, los métodos de enseñanza de los seminarios franceses y alemanes.
Al concluir el lío entre políticos y clérigos, retorna, por tercera vez, a su seminario donde perduraba el caos de la crisis económica y el periodo de la reforma agraria. Magaña regresó en 1935 a los Estados Unidos, donde permaneció hasta 1949 trabajando como maestro de idiomas en el Saint Ambrose College, en Iowa; en el Carroll College de Helena, y en el College of Saint Francis de Joliet, la ciudad aledaña a Chicago.

## Legacía
Padre Agustín Magaña Méndez fue autor, maestro del Seminario de Zamora, profesor de historia y lenguas, y traductor de la biblia católica y otras obras eclesiásticas. También el sacerdote trabajó como vicario de Uruapan.
El Colegio Particular “Pacelli” de Tlazazalca, fue fundado en 1943 por la Congregación de Hermanas de los Pobres Siervas del Sagrado Corazón. El Padre Agustín Magaña Méndez donó su casa paterna para el Colegio, con la finalidad de que la niñez pudiera tener oportunidad de estudiar y poder superarse. El Colegio Particular Pacelli es administrado por la Congregación de la Hermanas de los Pobres y Siervas del Sagrado Corazón de Jesús.

## Fallecimiento
El sacerdote Agustín Magaña se encontró muerto en su tina de baño el 17 de enero de 1982. No saben a ciencia cierta la hora y el día en que murió. Sus restos mortales descansan en su pueblo natal de Tlazazalca dentro de la Parroquia San Miguel Arcángel.

## Obras eclesiásticas

### La Sagrada Biblia

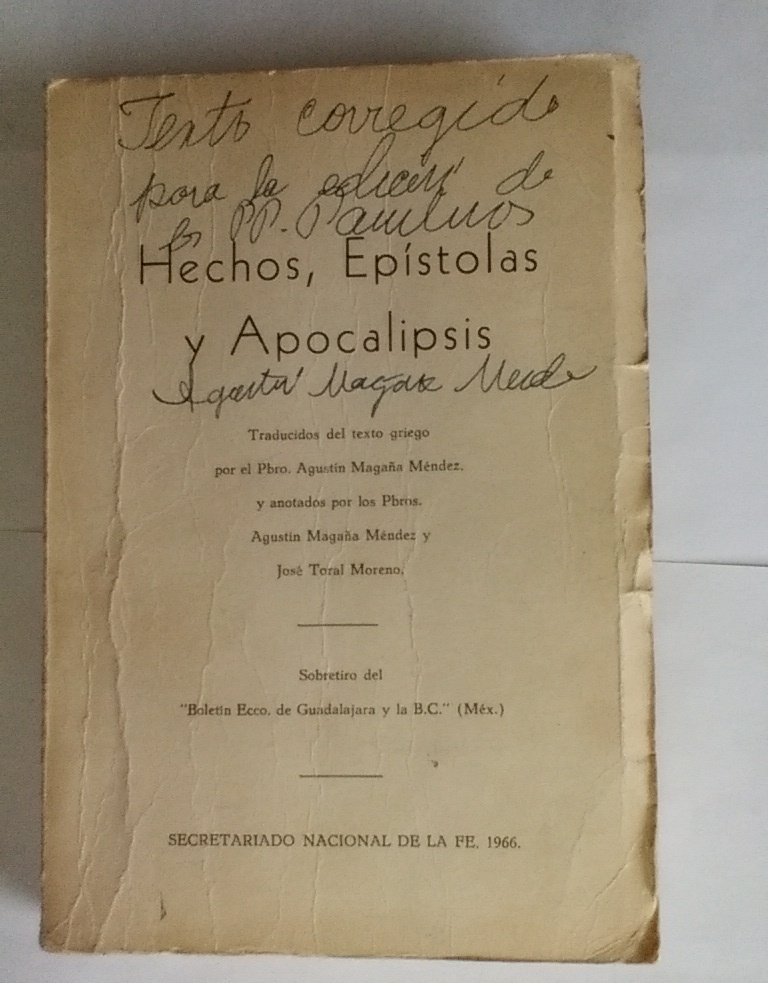
Hechos, Epístolas y Apocalipsis. Una de las primeras ediciones de la traducción de la Biblia de la Burrita del P. Agustín Magaña Méndez, realizada por el Boletín Eclesiástico de Guadalajara (1966).

La Sagrada Biblia de Magaña (también conocida como "Biblia Magaña") es una traducción de la biblia católica hecho por el sacerdote Agustín Magaña Méndez. Los paulinos mexicanos obtuvieron el imprimatur para la edición de “la Sagrada Biblia” y publicaron el Nuevo Testamento, traducido por padre Magaña en 1953 (México, 6 de julio de 1975). Padre Magaña completó su traducción del Antiguo Testamento de la Sagrada Biblia en 1978. Desde 1978, su versión de la Biblia, editada muchas veces, ha conseguido vender cientos de miles de ejemplares en pocos años. Seguidamente esta traducción de la biblia completa fue revisada y ampliada en la edición 105.ª, publicada en noviembre de 2002, con el título “Biblia Sagrada. Edición Pastoral”, con introducciones y notas de un equipo de biblistas de la Pontificia Universidad de México.
| Ediciones especiales de la Sagrada Biblia de Magaña  | Fecha de publicación |
| ---------------------------------------------------- | -------------------- |
| La palabra de Dios en memoria de nuestro matrimonio  | 1996                 |
| La palabra de Dios en memoria de mi primera comunión | 1998                 |
| Los Santos Evangelios                                | 1999                 |

## La imitación de Cristo
En 1963 tradujo La Imitación de Cristo (título original en latín: De Imitatione Christi) de Thomas à Kempis al español moderno. La Imitación de Cristo es también estimada por las nuevas generaciones, como lo prueba el hecho de que se siga publicando en los más diversos idiomas. Se dice que ha sido el libro más traducido después de la Biblia.

## Publicaciones
| Título                                               | Fecha de publicación |
| ---------------------------------------------------- | -------------------- |
| La imitación de Cristo                               | 1956                 |
| Los salmos                                           | 1963                 |
| Sagrada biblia                                       | 1978                 |
| La diócesis de Zamora : memorias                     | 1983                 |
| La palabra de Dios en memoria de nuestro matrimonio  | 1996                 |
| La palabra de Dios en memoria de mi primera comunión | 1998                 |
| Los Santos Evangelios                                | 1999                 |

## Discípulos notables
- José Ochoa Gutiérrez, sacerdote católico, escritor, y fundador de varios periódicos
- Alfonso Méndez Plancarte, humanista, intelectual, poeta, filólogo, filósofo y sacerdote católico
- Narciso Aviña, sacerdote católico
- Arcadio Martínez, cristero y sacerdote católico